# 薩克森-科堡-哥達的斐迪南王子
斐迪南王子（德語：Ferdinand Georg August，1785年3月28日—1851年8月27日），薩克森-科堡-薩爾費爾德公爵法蘭茲的次子。
斐迪南的哥哥是第一任薩克森-科堡-哥達公爵恩斯特一世，妹妹是肯特公爵夫人維多利亞，弟弟是第一任比利時國王利奧波德一世。

## 家庭
1815年，斐迪南與科哈里的瑪麗亞·安東妮亞結婚，共有3子1女：
- 斐迪南二世（1816年—1885年），1837年成為葡萄牙國王
- 奧古斯特王子（1818年—1881年），保加利亞沙皇斐迪南一世的父親
- 維多利亞公主（1822年—1857年），內穆爾公爵夫人
- 利奧波德王子（1824年—1884年）